# チキン・シャック
チキン・シャック（Chicken Shack）は、1960年代半ばにスタン・ウェブ (ギター、ボーカル)、アンディ・シルヴェスター (ベース)、アラン・モーリー (ドラム) によって結成されたイギリスのブルース・バンドで、後にクリスティン・パーフェクト (後のマクヴィー、ボーカル) が参加した。チキン・シャックはさまざまなラインナップで演奏してきており、スタン・ウェブが唯一の常連メンバーとなっている。

## 略歴

### キャリアの始まり
デヴィッド・"ロウディ"・イェーツとアンディ・シルヴェスターは、1964年にスタウアブリッジを拠点とするリズム・アンド・ブルース・バンドとして「サウンズ・オブ・ブルー (Sounds of Blue)」を結成した。彼らは、地元のバンド「ザ・シェイズ・ファイヴ (The Shades 5)」を脱退したスタン・ウェブを招き入れた。バンドはラインナップに、クリスティン・パーフェクトとクリス・ウッド (後にトラフィックに参加) も加えていった。新しいラインナップによるチキン・シャックは、もともと1965年にトリオとして結成され、ジミー・スミスのアルバム『バック・アット・ザ・チキン・シャック』にちなんで名付けられた。チキン・シャック (野外の道端にあるチキン・スタンド) は、エイモス・ミルバーンのヒット曲「Chicken Shack Boogie」のように、ブルースやR&Bの曲でも頻繁に言及されていた。そこからの数年間、バンドはハンブルクのスター・クラブにおいて、アラン・モーリー、アル・サイクス、ヒューイ・フリント（エリック・クラプトンがバンドにいたときのジョン・メイオールのバンドでドラマーを務めた）、そして後にドラムのデイヴ・ビッドウェルと一緒に居を構えて活動した。

### アルバム『40ブルー・フィンガーズ』
チキン・シャックは、1967年にイギリスのウィンザーで開催されたナショナル・ジャズ・アンド・ブルース・フェスティバルに初出演し、同年、マイク・ヴァーノンのブルー・ホライズン・レコード・レーベルと契約した。彼らの最初のシングル「It's Okay With Me Baby / When My Left Eye Jumps」(BH 57-3135)は、1968年にリリースされ、最初のアルバム『40ブルー・フィンガーズ』がその年の後半にリリースされた。クリスティン・パーフェクトは最初のシングルのA面を作曲して歌い、スタン・ウェブはその裏面を作曲して歌った。最初のシングルの両面は、ファースト・アルバムには収録されなかった。最初のシングルとデビュー・アルバムは多くの注目を集め、『40ブルー・フィンガーズ』はチャートでかなりの成功を収めた (全英アルバムチャートで12位)。 セカンド・アルバムの完成を待つ間に、バンドは1968年後半、セカンド・シングル「Worried About My Woman / Six Nights In Seven」(BH 57-3143)をリリースしたが、ファンファーレはほとんど鳴らなかった。どちらの曲もスタン・ウェブが作曲し、歌っている。

### アルバム『O.K.ケン?』
彼らのセカンド・アルバム『O.K.ケン?』は、1969年2月にリリースされ、チャートでの成功も獲得した。全英9位に達してファースト・アルバムを上回ったが、最初のアルバムのときとは異なり、それをサポートするアルバムやシングルがなかったため、すぐにチャートから脱落した。その後、バンドはファースト・アルバム (『40ブルー・フィンガーズ』) からの曲「When The Train Comes Back」 (BH 57-3146)を、オリジナル・トラックにホーン・セクションをオーバー・ダビングした後、リリースすることを決定した。裏面の「Hey Baby」はアルバム『O.K.ケン?』からのアウトテイクで、どちらの曲もクリスティン・パーフェクトが作曲し、ピアノとリードボーカルを提供したが、このシングルはわずかな成功にとどまった。

### シングル「I'd Rather Go Blind」
チキン・シャックは、1960年代後半のホワイト・ブルース・ブームの主力となり、最初の2枚のアルバムが全英アルバムチャートのトップ20に到達するなど、ある程度の商業的成功を収めていた。ラジオ・シングルが成功しなければバンドの人気が薄れるのではないかと心配した彼らは、アメリカでエタ・ジェイムズによって成功を収めた曲を録音することにした。そのシングル「I'd Rather Go Blind」(裏面「Night Life」) は、クリスティーン・パーフェクトがリード・ボーカルを歌うことで大成功を収めた。シングルは申し分ない成功を収め、1969年に『メロディ・メイカー』誌の読者投票でパーフェクトがトップ女性歌手を獲得した。

### クリスティン・パーフェクトの脱退

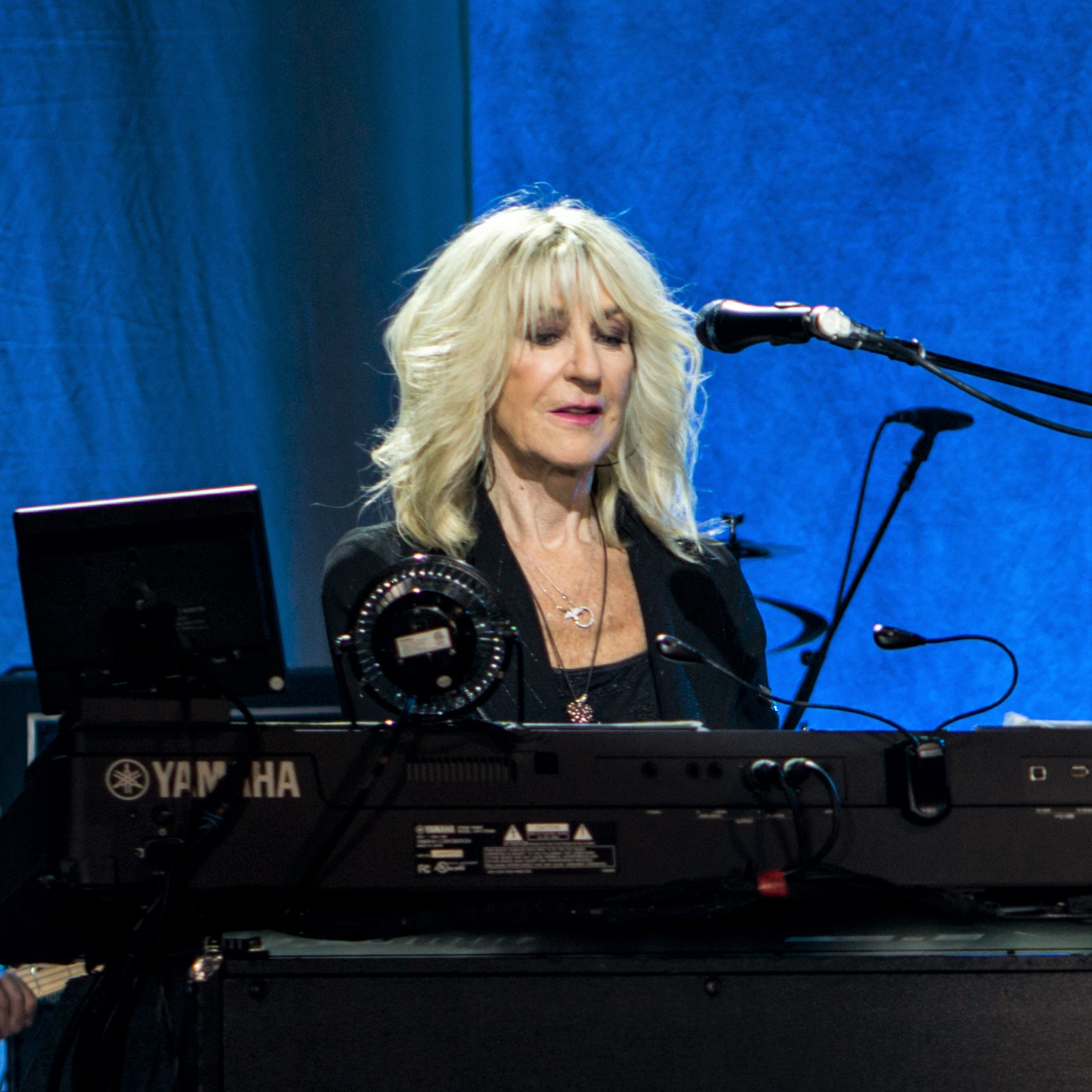
オリジナル・メンバーのクリスティン・マクヴィー (写真は2017年) は、1969年にフリートウッド・マック加入のため脱退

シングル「I'd Rather Go Blind」は、最初の2枚のアルバム・リリース後に録音されたもので、シングルが成功する前に、パーフェクトはバンドを離れ音楽業界から引退することをすでに決めていた。この時までに、彼女はすでにブルース・バンド、フリートウッド・マックのベーシストであるジョン・マクヴィーと密かに結婚しており、別のバンドでツアーすることを望んでいなかった。シングルの成功を受けて、バンドのレコード・レーベルであるブルー・ホライズンは、引退を考える前にソロ・アルバムをリリースするよう彼女を説得した。チキン・シャックによる「I'd Rather Go Blind」の正規のシングル録音は、同じレーベル、ブルー・ホライズンからリリースされたパーフェクトの名を冠したアルバム『クリスティン・パーフェクト』に収録された。1969年にパーフェクトがバンドを離れた後、すぐプラスティック・ペニーのポール・レイモンドが交代で加入した。チキン・シャックはレコーディングとライブ演奏を続け、さらに数枚のアルバムをリリースし、シングル「Tears in the Wind」(裏面「The Things You Put Me Through」) で、ある程度の成功を収めた。
ブルー・ホライズンに契約を切られた後、ピアニストのポール・レイモンド、ベーシストのアンディ・シルヴェスター、ドラマーのデイヴ・ビッドウェルは全員、1971年にサヴォイ・ブラウンに参加するため脱退した。この時点でウェブは、ベースにジョン・グラスコック、ドラムにポール・ハンコックスを迎えたトリオとしてバンドを再編成し、アルバム『イマジネーション・レディ』をレコーディングした。しかし、ラインナップは長続きしなかった。グラスコックはカルメンに参加するため脱退し、ウェブは1974年にサヴォイ・ブラウンに採用され、彼らと一緒にアルバム『ブギー・ブラザーズ』をレコーディングした。
1977年以来、ウェブは何度もチキン・シャックの名前を復活させてきた。さまざまな時期に、イギリスのブルース・ミュージシャンたちの持ち回りメンバーシップにより、ポール・バトラー（元ジェリーブレッド、キーフ・ハートリー・バンド、ギター）、キーフ・ハートリー、元テン・イヤーズ・アフターのドラマーであるリック・リーやミラー・アンダーソンなど、何人かが何度か行き来した。このバンドは、ヨーロッパ全土でライブ・アトラクションとして人気を博している。
ウェブは、彼ら唯一の常連バンド・メンバーであり続けている。

## メンバー

### 現在のメンバー
- スタン・ウェブ (Stan Webb) – ギター、ボーカル (1965年–1974年、1976年– )[2][3][15][16][17][18][19]
- ゲイリー・デイヴィーズ (Gary Davies) – ギター (1988年– )[20]
- ジム・ラッジ (Jim Rudge) – ベース (1998年– )

### 旧メンバー
- アンディ・シルヴェスター (Andy Silvester) – ベース (1965年–1971年)
- アラン・モーリー (Alan Morley) – ドラム (1965年–1968年)
- クリスティン・パーフェクト (Christine Perfect) – キーボード、ボーカル (1968年–1969年) ※2022年死去
- クリス・ウッド (Chris Wood) – サクソフォーン、フルート
- アル・サイクス (Al Sykes) – ドラム (1968年)
- フューイ・フリント (Hughie Flint) – ドラム (1968年)
- デイヴ・ビッドウェル (Dave Bidwell) – ドラム、パーカッション (1968年–1971年) ※1977年死去
- ポール・レイモンド (Paul Raymond) – キーボード、ボーカル (1969年–1971年) ※2019年死去
- ジョン・グラスコック (John Glascock) – ベース (1971年–1972年) ※1979年死去
- ピップ・パイル (Pip Pyle) – ドラム (1971年) ※2006年死去
- ポール・ハンコックス (Paul Hancox) – ドラム、パーカッション (1971年–1972年)
- ボブ・デイズリー (Bob Daisley) – ベース (1972年、1979年–1980年)
- デヴィッド・ウィルキンソン (David Wilkinson) – キーボード (1972年–1974年、1986年–1993年)
- ロブ・ハル (Rob Hull) – ベース (1972年–1974年)
- アラン・パウエル (Alan Powell) – ドラム (1972年–1974年)
- デイヴ・ウィンスロップ (Dave Winthrop) – サクソフォーン (1976年–1979年、1986年–1987年、2008年–2012年)
- ロビー・ブラント (Robbie Blunt) – ギター (1976年–1979年)
- エド・スパイヴォック (Ed Spivock) – ドラム (1976年–1979年)
- ポール・マルチネス (Paul Martinez) – ベース (1976年–1978年)
- スティーヴ・ヨーク (Steve York) – ベース (1978年–1979年)
- ポール・バトラー (Paul Butler) – ギター (1979年–1981年)
- キーフ・ハートリー (Keef Hartley) – ドラム (1979年–1980年) ※2011年死去
- リック・リー (Ric Lee) – ドラム (1980年–1981年)
- アラン・スコット (Alan Scott) – ベース (1980年)
- アンディ・パイル (Andy Pyle) – ベース (1980年–1986年)
- トニー・アシュトン (Tony Ashton) – キーボード (1981年) ※2001年死去
- ミラー・アンダーソン (Miller Anderson) – ギター (1981年–1986年)
- ラス・アルダー (Russ Alder) – ドラム (1981年–1983年)
- ジョン・ガンセル (John Gunsell) – ドラム (1983年–1987年)
- ロジャー・ソーンダース (Roger Saunders) – ギター (1983年–1986年)
- アンディ・スコット (Andy Scott) – ベース (1983年–1986年)
- ジャン・コノリー (Jan Connolly) – ベース (1986年–1987年)
- ベヴ・スミス (Bev Smith) – ドラム (1987年–2002年) ※2007年死去[21]
- ウェイン・テリー (Wayne Terry) – ベース (1987年)
- デヴィッド・ウィントゥアー (David Wintour) – ベース (1987年–1991年) ※2022年死去
- ジェームス・モーガン (James Morgan) – ベース (1991年–1998年)
- ミック・ジョーンズ (Mick Jones) – ドラム (2002年–2010年)
- クリス・ウィリアムス (Chris Williams) – ドラム (2010年–2012年)
- ロメック・パロール (Romek Parol) – ドラム (2012年–2013年)

## ディスコグラフィ

### スタジオ・アルバム
- 『40ブルー・フィンガーズ』 - 40 Blue Fingers, Freshly Packed and Ready to Serve (1968年、Blue Horizon) ※全英12位
- 『O.K.ケン?』 - O.K. Ken? (1969年、Blue Horizon) ※全英9位
- 『100トン・チキン』 - 100 Ton Chicken (1969年、Blue Horizon)
- 『アクセプト・チキン・シャック』 - Accept Chicken Shack (1970年、Blue Horizon)
- 『イマジネーション・レディ』 - Imagination Lady (1972年、Deram)
- 『アンラッキー・ボーイ』 - Unlucky Boy (1973年、Deram)
- That's the Way We Are (1978年、Shark) ※Stan Webb's Chicken Shack名義
- The Creeper (1978年、WEA) ※Stan Webb's Chicken Shack名義
- Chicken Shack (1979年、Gull)
- 39 Bars (1981年、Bellaphon) ※Stan Webb's Chicken Shack名義
- Black Night (1999年) ※Stan Webb's Chicken Shack名義
- Webb (2001年)
- Stan Webb (2004年)

### ライブ・アルバム
- 『さらばチキン・シャック』 - Goodbye Chicken Shack (1974年、Nova; London)
- Roadies Concerto (1981年、RCA) ※Stan Webb's Chicken Shack名義
- Simply Live (1989年、SPV) ※Stan Webb's Chicken Shack名義
- On Air (BBC sessions) (1998年、Strange Fruit)
- Still Live After All These Years (2004年、Mystic)

### コンピレーション・アルバム
- Double ("Unlucky Boy" + "Goodbye Chicken Shack") (1977年、Deram)
- Stan the Man (Live) (1977年、Nova)
- In the Can (1980年、Epic)
- Reflections (1993年、Secret) ※Stan Webb with Chicken Shack名義
- Stan The Man (2002年、Decca)
- Going Up, Going Down - The Anthology (2004年、Castle Music)
- The Complete Blue Horizon Sessions (2006年)[2]
- Poor Boy: The Deram Years (2006年、Castle Music) ※Stan Webb's Chicken Shack名義
- Strange Situations: The Indigo Sessions (2006年) ※Stan Webb's Chicken Shack名義
- Reflections ("Plucking Good" + "Changes (Expanded Edition)") (2008年、Secret) ※Stan Webb with Chicken Shack名義
- Chicken Shack - The Blue Horizon Session (2007年、Blue Horizon)

### シングル
- "It's Okay With Me Baby" / "When My Left Eye Jumps" (1968年、BH 57-3135)
- "Worried About My Woman" / "Six Nights In Seven" (1968年、BH 57-3143)
- "When The Train Comes Back" / "Hey Baby" (1969年、BH 57-3146)
- "I'd Rather Go Blind" / "Night Life" (1969年、BH 57-3153) ※全英14位[22]
- "Tears In The Wind" / "The Things You Put Me Through" (1969年、BH 57-3160) ※全英29位[22]
- "Maudie" / "Andalucian Blues" (1970年、BH 57-3168)
- "Sad Clown" / "Tired Eyes" (1970年、BH 57-3176)